# 水野勝
水野勝（1932年9月7日—2017年3月25日），静冈县磐田市人，日本企業家、日本政治人物。

## 生平
畢業於東京大学。1955年 進入日本大藏省工作（主稅局調查課）。1981年6月 任大藏省大臣官房審議官（主稅局擔當）。1984年 擔任東京国税局長。1985年 任大蔵省主税局長。1988年12月 擔任国税厅长官。1990年 退休。
2017年3月25日去世。